# Sedi titolari cattoliche (A)
Questa pagina contiene un elenco tra sedi titolari vescovili e arcivescovili della Chiesa cattolica, ordinate per lettera A. Oltre al vescovo o arcivescovo titolare, la tabella riporta la regione storica di appartenenza della diocesi, la metropolia di appartenenza (nel caso di diocesi soppresse suffraganee) e, nei casi specifici, la data dalla quale la sede risulta vacante; in alcuni casi la sede titolare è stata soppressa.

I casi in cui la sede sia vescovile, ma il prelato che ne detiene il titolo sia arcivescovo, sono riportati con la dicitura Titolo personale nella colonna del titolo.

## A

### Ab - Am
| Sede titolare                                | Sede                   | Regione                    | Suffraganea di                               | Titolo                                | Vescovo                               | Note                          |
| -------------------------------------------- | ---------------------- | -------------------------- | -------------------------------------------- | ------------------------------------- | ------------------------------------- | ----------------------------- |
| Sede titolare di Abaradira                   |                        | Bizacena                   |                                              | Vescovo titolare                      | Marko Semren                          |                               |
| Sede titolare di Abari                       |                        | Bizacena                   |                                              | Arcivescovo titolare Titolo personale | Bruno Musarò                          |                               |
| Sede titolare di Abbir Germaniciana          |                        | Proconsolare               | Arcidiocesi di Cartagine                     | Vescovo titolare                      | Gerhard Schneider                     |                               |
| Sede titolare di Abbir Maggiore              | Henchir el Khandaq     | Proconsolare               | Arcidiocesi di Cartagine                     | Vescovo titolare                      | Vacante                               | vacante dal 15 ottobre 2024   |
| Sede titolare di Abdera                      | Abdera                 | Tracia                     | Arcidiocesi di Traianopoli di Rodope         |                                       |                                       | Storica Soppressa             |
| Sede titolare di Abercorn                    | Abercorn               | Lothian dell'ovest, Scozia |                                              | Vescovo titolare                      | John Charles Dunne                    |                               |
| Sede titolare di Abernethy                   | Abernethy              | Perth e Kinross, Scozia    |                                              | Vescovo titolare                      | Vacante                               | vacante dall'8 luglio 2025    |
| Sede titolare di Abidda                      | rovine di Ksour-Abbeda | Bizacena                   |                                              | Vescovo titolare                      | Carlos Suárez Cázares                 |                               |
| Sede titolare di Abido                       | Abido                  | Ellesponto                 | Arcidiocesi di Cizico                        | Vescovo titolare                      | Vacante                               | vacante dall'11 novembre 2006 |
| Sede titolare di Abila di Lisania            | Suq Wadi Barada        | Fenicia                    | Arcidiocesi di Damasco                       | Vescovo titolare                      | Georges Kahhalé Zouhaïraty            |                               |
| Sede titolare di Abila di Palestina          | Abila                  | Palestina                  | Arcidiocesi di Scitopoli                     | Vescovo titolare                      | Vacante                               | vacante dal 24 febbraio 1977  |
| Sede titolare di Abitine                     |                        | Proconsolare               | Arcidiocesi di Cartagine                     | Vescovo titolare                      | Brian Farrell                         |                               |
| Sede titolare di Abora                       |                        | Proconsolare               | Arcidiocesi di Cartagine                     | Vescovo titolare                      | Jean Tailleur                         |                               |
| Sede titolare di Abritto                     | Razgrad o Dobrič       | Mesia Inferiore            | Arcidiocesi di Marcianopoli                  | Vescovo titolare                      | Petro Holiney                         |                               |
| Sede titolare di Absasalla                   | Absasalla              | Proconsolare               | Arcidiocesi di Cartagine                     | Vescovo titolare                      | Christopher Glancy                    |                               |
| Sede titolare di Abthugni                    |                        | Proconsolare               | Arcidiocesi di Cartagine                     | Vescovo titolare                      | Adelio Pasqualotto                    |                               |
| Sede titolare di Abula                       | Abla                   | Spagna                     | Arcidiocesi di Toledo                        | Vescovo titolare                      | Cristian Dumitru Crişan               |                               |
| Sede titolare di Abziri                      |                        | Proconsolare               | Arcidiocesi di Cartagine                     | Vescovo titolare                      | Hansjörg Hofer                        |                               |
| Sede titolare di Acalisso                    | Acalisso               | Licia                      | Arcidiocesi di Mira                          | Vescovo titolare                      | Thanh Thai Nguyen                     |                               |
| Sede titolare di Acanto                      |                        | Macedonia                  | Arcidiocesi di Tessalonica                   |                                       |                                       | Storica Soppressa             |
| Sede titolare di Acarasso                    | Acarasso               | Licia                      | Arcidiocesi di Mira                          | Arcivescovo titolare Titolo personale | Stefan Men'ok                         |                               |
| Sede titolare di Acci                        | Guadix                 | Spagna                     | Arcidiocesi di Toledo                        | Vescovo titolare                      | Hryhorij Komar                        |                               |
| Sede titolare di Accia                       | Accia                  | Corsica                    | Arcidiocesi di Genova                        | Vescovo titolare                      | Levi Bonatto                          |                               |
| Sede titolare di Acheloo                     | Angelocastro ?         | Epiro Vecchio              | Arcidiocesi di Nicopoli                      | Vescovo titolare                      | Vacante                               | vacante dal 17 aprile 1981    |
| Sede titolare di Achirao                     | Bigadiç                | Ellesponto                 | Arcidiocesi di Cizico                        | Vescovo titolare                      | Vacante                               | vacante dall'11 agosto 1990   |
| Sede titolare di Acilisene                   | Erzincan               | Armenia                    | Arcidiocesi di Camaco                        | Vescovo titolare                      | Vacante                               | vacante dal 20 settembre 1972 |
| Sede titolare di Acmonia                     |                        | Frigia Pacaziana           | Arcidiocesi di Laodicea                      | Vescovo titolare                      | Vacante                               | vacante dal 2 aprile 1962     |
| Sede titolare di Acolla                      | Acolla                 | Bizacena                   |                                              | Vescovo titolare                      | Eusebio de la Luz Elizondo Almaguer   |                               |
| Sede titolare di Acquapendente               | Acquapendente          | Lazio                      |                                              | Vescovo titolare                      | Enrique Martínez Ossola               |                               |
| Sede titolare di Acquaviva                   | Acquaviva              | Lazio                      |                                              | Arcivescovo titolare Titolo personale | Fortunatus Nwachukwu                  |                               |
| Sede titolare di Acque Albe di Bizacena      | Ain Beida              | Bizacena                   |                                              | Vescovo titolare                      | Piotr Tomasz Kleszcz                  |                               |
| Sede titolare di Acque Albe di Mauritania    |                        | Mauritania Sitifense       |                                              | Vescovo titolare                      | Stefan Zekorn                         |                               |
| Sede titolare di Acque di Bizacena           | El Hamma               | Bizacena                   |                                              | Vescovo titolare                      | Nikolaj Gennadevič Dubinin            |                               |
| Sede titolare di Acque di Dacia              |                        | Dacia Ripense              | Arcidiocesi di Raziaria                      | Vescovo titolare                      | Josef Kajnek                          |                               |
| Sede titolare di Acque di Mauritania         | Hammam Righa           | Mauritania Cesariense      |                                              | Vescovo titolare                      | Filippo Ciampanelli                   |                               |
| Sede titolare di Acque di Numidia            |                        | Numidia                    |                                              | Vescovo titolare                      | Juan Luis Martin Buisson              |                               |
| Sede titolare di Acque di Proconsolare       |                        | Proconsolare               | Arcidiocesi di Cartagine                     | Vescovo titolare                      | Salim Sayegh                          |                               |
| Sede titolare di Acque Flavie                | Chaves                 | Portogallo                 | Arcidiocesi di Braga                         | Vescovo titolare                      | Pio Gonçalo Alves de Sousa            |                               |
| Sede titolare di Acque Nuove di Numidia      |                        | Numidia                    |                                              | Vescovo titolare                      | Léon Wagener                          |                               |
| Sede titolare di Acque Nuove di Proconsolare |                        | Proconsolare               | Arcidiocesi di Cartagine                     | Vescovo titolare                      | Enrique Esteban Delgado               |                               |
| Sede titolare di Acque Regie                 |                        | Bizacena                   |                                              | Vescovo titolare                      | Robert Charles Evans                  |                               |
| Sede titolare di Acque Sirensi               |                        | Mauritania Cesariense      |                                              | Vescovo titolare                      | Vacante                               | vacante dal 27 maggio 2021    |
| Sede titolare di Acque Tibilitane            |                        | Numidia                    |                                              | Vescovo titolare                      | Vincent Frederick Mwakhwawa           |                               |
| Sede titolare di Acrasso                     | Acrasso                | Lidia                      | Arcidiocesi di Sardi                         | Vescovo titolare                      | Vacante                               | vacante dal 6 dicembre 2018   |
| Sede titolare di Acrida                      | Ocrida                 | Epiro Nuovo                | Arcidiocesi di Durazzo                       | Arcivescovo titolare                  | Vacante                               | vacante dal 19 aprile 1997    |
| Sede titolare di Acrida degli Armeni         | Ocrida                 | Epiro Nuovo                |                                              |                                       |                                       | Storica Soppressa             |
| Sede titolare di Acufida                     |                        | Mauretania Sitifense       |                                              | Vescovo titolare                      | Jose Chirackal                        |                               |
| Sede titolare di Adada                       |                        | Pisidia                    | Arcidiocesi di Antiochia                     | Vescovo titolare                      | Vacante                               | vacante dal 20 dicembre 1977  |
| Sede titolare di Adana                       | Adana                  | Cilicia                    |                                              | Arcivescovo titolare                  | Vacante                               | vacante dal 20 luglio 1981    |
| Sede titolare di Adana degli Armeni          | Adana                  | Turchia                    |                                              | Vescovo titolare                      | Vacante                               | vacante dal 15 febbraio 2021  |
| Sede titolare di Adana dei Greco-Melchiti    | Adana                  | Turchia                    |                                              | Arcivescovo titolare                  | Vacante                               | vacante dal 23 dicembre 2015  |
| Sede titolare di Adraa                       | Dar'a                  | Arabia                     | Arcidiocesi di Bosra                         | Vescovo titolare                      | Vacante                               | vacante dal 21 aprile 1964    |
| Sede titolare di Adramittio                  | Adramittio             | Asia                       | Arcidiocesi di Efeso                         | Vescovo titolare                      | Vacante                               | vacante dal 1º febbraio 1966  |
| Sede titolare di Adrana                      |                        | Asia minore                |                                              |                                       |                                       | Storica Soppressa             |
| Sede titolare di Adraso                      | Adraso                 | Isauria                    | Arcidiocesi di Seleucia                      | Vescovo titolare                      | Vacante                               | vacante dal 16 aprile 1970    |
| Sede titolare di Adriane                     |                        | Panfilia                   | Arcidiocesi di Perge                         | Vescovo titolare                      | Vacante                               | vacante dal 13 settembre 2024 |
| Sede titolare di Adriani                     |                        | Bitinia                    | Arcidiocesi di Nicomedia                     | Vescovo titolare                      | Vacante                               | vacante dal 3 febbraio 1997   |
| Sede titolare di Adriania                    | Dursunbey              | Ellesponto                 | Arcidiocesi di Cizico                        | Vescovo titolare                      | Vacante                               | vacante dal 21 novembre 1981  |
| Sede titolare di Adrianopoli di Emimonto     | Edirne                 | Emimonto                   |                                              | Arcivescovo titolare                  | Vacante                               | vacante dal 25 ottobre 1997   |
| Sede titolare di Adrianopoli di Epiro        | Dropull                | Epiro Vecchio              | Arcidiocesi di Nicopoli                      | Vescovo titolare                      | Vacante                               | vacante dal 10 aprile 1964    |
| Sede titolare di Adrianopoli di Onoriade     | presso Eskipazar       | Onoriade                   | Arcidiocesi di Claudiopoli                   | Vescovo titolare                      | Vacante                               | vacante dall'11 febbraio 1985 |
| Sede titolare di Adrianopoli di Pisidia      |                        | Pisidia                    | Arcidiocesi di Antiochia                     | Vescovo titolare                      | Vacante                               | vacante dal 20 dicembre 1970  |
| Sede titolare di Adrianotere                 |                        | Ellesponto                 | Arcidiocesi di Cizico                        | Vescovo titolare                      | Vacante                               | vacante dal 25 dicembre 1997  |
| Sede titolare di Adrumeto                    | Susa                   | Bizacena                   |                                              | Vescovo titolare                      | Vacante                               | vacante dal 13 agosto 2025    |
| Sede titolare di Aduli                       | Adulis                 | Eritrea                    |                                              | Arcivescovo titolare                  | Vacante                               | vacante dal 3 marzo 1969      |
| Sede titolare di Aeto                        | Aeto                   | Epiro Vecchio              | Arcidiocesi di Nicopoli                      | Vescovo titolare                      | Evelio Menjivar-Ayala                 |                               |
| Sede titolare di Afneo                       |                        | Augustamnica               | Arcidiocesi di Pelusio                       | Vescovo titolare                      | Vacante                               | vacante dal 15 aprile 1997    |
| Sede titolare di Africa                      | Mahdia                 | Bizacena                   |                                              | Vescovo titolare                      | Marek Zalewski                        |                               |
| Sede titolare di Afroditopoli                | Afroditopoli           | Arcadia                    | Arcidiocesi di Ossirinco                     | Vescovo titolare                      | Vacante                               |                               |
| Sede titolare di Afufenia                    |                        | Bizacena                   |                                              | Vescovo titolare                      | Raúl Alfonso Carrillo Martínez        |                               |
| Sede titolare di Agatonice                   |                        | Tracia                     | Arcidiocesi di Filippopoli                   | Vescovo titolare                      | Vacante                               | vacante dal 1º febbraio 1993  |
| Sede titolare di Agatopoli                   | Agatopoli              | Emimonto                   | Arcidiocesi di Adrianopoli di Emimonto       | Vescovo titolare                      | Vacante                               | vacante dal 26 agosto 2008    |
| Sede titolare di Agbia                       |                        | Proconsolare               | Arcidiocesi di Cartagine                     | Vescovo titolare                      | Vacante                               | vacante dal 25 novembre 2020  |
| Sede titolare di Aggar                       |                        | Bizacena                   |                                              | Vescovo titolare                      | Antoni Józef Dlugosz                  |                               |
| Sede titolare di Aggersel                    |                        | Bizacena                   |                                              | Vescovo titolare                      | Dennis Panipitchai                    |                               |
| Sede titolare di Agno                        |                        | Egitto                     | Arcidiocesi di Alessandria                   | Vescovo titolare                      | Vacante                               | vacante dal 17 dicembre 1963  |
| Sede titolare di Agrippia                    |                        | Siria Eufratense           | Arcidiocesi di Sergiopoli                    | Vescovo titolare                      | Vacante                               | vacante dal 30 agosto 2024    |
| Sede titolare di Agropoli                    | Agropoli               | Salernitano                | Arcidiocesi di Salerno                       | Arcivescovo titolare Titolo personale | Pedro López Quintana                  |                               |
| Sede titolare di Agunto                      | Lienz                  | Norico                     | Patriarcato di Aquileia                      | Vescovo titolare                      | Vacante                               | vacante dal 4 luglio 2023     |
| Sede titolare di Alabanda                    |                        | Caria                      | Arcidiocesi di Stauropoli                    | Vescovo titolare                      | Vacante                               | vacante dal 2 maggio 1968     |
| Sede titolare di Alali                       | Alali                  | Fenicia                    | Arcidiocesi di Damasco                       |                                       |                                       | Storica Soppressa             |
| Sede titolare di Ala Miliaria                |                        | Mauritania Cesariense      |                                              | Vescovo titolare                      | Rainer Klug                           |                               |
| Sede titolare di Alava                       | Álava                  | Spagna                     | Arcidiocesi di Tarragona                     | Vescovo titolare                      | Carlos Lema Garcia                    |                               |
| Sede titolare di Alba                        |                        | Numidia                    |                                              | Arcivescovo titolare Titolo personale | Vito Rallo                            |                               |
| Sede titolare di Alba Marittima              | Zaravecchia            | Dalmazia Inferiore         | Arcidiocesi di Salona Arcidiocesi di Spalato | Arcivescovo titolare Titolo personale | Giovanni Gaspari                      |                               |
| Sede titolare di Albule                      | ʿAyn Temūshent         | Mauritania Cesariense      |                                              | Vescovo titolare                      | Marco Eugênio Galrão Leite de Almeida |                               |
| Sede titolare di Aleria                      | Aleria                 | Corsica                    | Arcidiocesi di Pisa                          | Vescovo titolare                      | Guido Fiandino                        |                               |
| Sede titolare di Alesa                       | Alesa Arconidea        | Sicilia                    | Arcidiocesi di Siracusa                      | Vescovo titolare                      | Jorge Esteban González                |                               |
| Sede titolare di Alessandretta               | Alessandretta          | Cilicia                    | Arcidiocesi di Anazarbo                      | Vescovo titolare                      | Vacante                               | vacante dal 4 giugno 1964     |
| Sede titolare di Alessano                    | Alessano               | Puglia                     | Arcidiocesi di Otranto                       | Arcivescovo titolare Titolo personale | Michael August Blume                  |                               |
| Sede titolare di Alet                        | Alet                   | Francia                    |                                              | Vescovo titolare                      | Gérard Coliche                        |                               |
| Sede titolare di Alfocranon                  |                        | Arcadia                    | Arcidiocesi di Ossirinco                     | Vescovo titolare                      | Vacante                               |                               |
| Sede titolare di Algiza                      |                        | Asia                       | Arcidiocesi di Efeso                         | Vescovo titolare                      | Vacante                               | vacante dal 9 dicembre 1995   |
| Sede titolare di Alia                        |                        | Frigia Pacaziana           | Arcidiocesi di Laodicea                      | Vescovo titolare                      | Vacante                               | vacante dal 1º dicembre 1971  |
| Sede titolare di Alicarnasso                 | Alicarnasso            | Caria                      | Arcidiocesi di Stauropoli                    | Vescovo titolare                      | Vacante                               | vacante dal 16 maggio 1970    |
| Sede titolare di Aliezira                    | Algeciras              | Spagna                     |                                              | Vescovo titolare                      | Cristóbal Déniz Hernández             |                               |
| Sede titolare di Alinda                      |                        | Caria                      | Arcidiocesi di Stauropoli                    | Vescovo titolare                      | Vacante                               | vacante dal 6 giugno 1982     |
| Sede titolare di Allegheny                   | Allegheny              | Stati Uniti                | Arcidiocesi di Filadelfia                    | Vescovo titolare                      | John Walter Flesey                    |                               |
| Sede titolare di Altava                      | Ouled Mimoun           | Mauritania Cesariense      |                                              | Vescovo titolare                      | Paolo Andreolli                       |                               |
| Sede titolare di Altiburo                    | Altiburo               | Proconsolare               | Arcidiocesi di Cartagine                     | Vescovo titolare                      | Gabriel dos Santos Filho              |                               |
| Sede titolare di Altino                      | Altino                 | Veneto                     | Patriarcato di Aquileia                      | Arcivescovo titolare Titolo personale | James Patrick Green                   |                               |
| Sede titolare di Alton                       | Alton                  | Stati Uniti                | Arcidiocesi di Chicago                       | Vescovo titolare                      | Josu Iriondo                          |                               |
| Sede titolare di Amadassa                    |                        | Frigia Salutare            | Arcidiocesi di Sinnada                       | Vescovo titolare                      | Vacante                               | vacante dal 15 marzo 1970     |
| Sede titolare di Amaia                       |                        | Spagna                     | Arcidiocesi di Tarragona                     | Vescovo titolare                      | Damian Andrzej Muskus                 |                               |
| Sede titolare di Amantea                     | Amantea                | Calabria                   | Arcidiocesi di Reggio Calabria               | Arcivescovo titolare Titolo personale | Alfred Xuereb                         | istituita nel 2018            |
| Sede titolare di Amanzia                     | Amanzia                | Epiro Nuovo                | Arcidiocesi di Durazzo                       | Arcivescovo titolare Titolo personale | Paul Tschang In-nam                   |                               |
| Sede titolare di Amasea                      | Amasya                 | Elenoponto                 |                                              | Arcivescovo titolare                  | Vacante                               | vacante dal 14 gennaio 1995   |
| Sede titolare di Amastri                     | Amasra                 | Paflagonia                 |                                              | Arcivescovo titolare                  | Vacante                               | vacante dal 6 aprile 1965     |
| Sede titolare di Amata                       |                        | Siria                      | Arcidiocesi di Apamea                        |                                       |                                       | Storica Soppressa             |
| Sede titolare di Amatunte di Cipro           | Amatunte               | Cipro                      | Arcidiocesi di Salamina                      | Vescovo titolare                      | Vacante                               | vacante dal 14 gennaio 1984   |
| Sede titolare di Amatunte di Palestina       |                        | Palestina                  | Arcidiocesi di Cesarea                       | Vescovo titolare                      | Vacante                               | vacante dal 23 dicembre 1967  |
| Sede titolare di Amaura                      | Amourah                | Mauritania Cesariense      |                                              | Vescovo titolare                      | Luis Alberto Migone Repetto           |                               |
| Sede titolare di Ambia                       |                        | Mauritania Cesariense      |                                              | Vescovo titolare                      | Roberto Bergamaschi                   |                               |
| Sede titolare di Amblada                     |                        | Licaonia                   | Arcidiocesi di Iconio                        | Vescovo titolare                      | Vacante                               | vacante dal 2 dicembre 1967   |
| Sede titolare di Amfipoli                    | Anfipoli               | Macedonia                  | Arcidiocesi di Filippi                       | Vescovo titolare                      | Vacante                               | vacante dal 20 aprile 1981    |
| Sede titolare di Amicle                      |                        | Peloponneso                | Arcidiocesi di Patrasso                      |                                       |                                       | Storica Soppressa             |
| Sede titolare di Amida                       | Diyarbakır             | Mesopotamia                |                                              |                                       |                                       | Storica Soppressa             |
| Sede titolare di Amida degli Armeni          | Diyarbakır             | Turchia                    |                                              | Vescovo titolare                      | Kévork Assadourian                    |                               |
| Sede titolare di Amida dei Siri              | Diyarbakır             | Mesopotamia                |                                              | Vescovo titolare Titolo personale     | Jules Boutros                         |                               |
| Sede titolare di Amiso                       | Amiso                  | Elenoponto                 | Arcidiocesi di Amasea                        | Vescovo titolare                      | Vacante                               | vacante dal 18 febbraio 1978  |
| Sede titolare di Amiterno                    | Amiterno               | Abruzzo                    |                                              | Arcivescovo titolare Titolo personale | Luciano Suriani                       |                               |
| Sede titolare di Amizone                     | Mezo                   | Caria                      | Arcidiocesi di Stauropoli                    | Vescovo titolare                      | Vacante                               | vacante dal 12 gennaio 1980   |
| Sede titolare di Ammaedara                   | Haidra                 | Bizacena                   |                                              | Vescovo titolare                      | Vincent Nguyên Manh Hieu              |                               |
| Sede titolare di Ammoniace                   |                        | Libia Inferiore            | Arcidiocesi di Darni                         | Vescovo titolare                      | Vacante                               | vacante dal 24 gennaio 1983   |
| Sede titolare di Amorio                      | Amorio                 | Frigia Salutare            |                                              | Arcivescovo titolare                  | Vacante                               | vacante dal 5 agosto 1970     |
| Sede titolare di Ampora                      |                        | Numidia                    |                                              | Vescovo titolare                      | Arthur Joseph Colgan                  |                               |
| Sede titolare di Amudarsa                    |                        | Bizacena                   |                                              | Vescovo titolare                      | Peter Beňo                            |                               |

### An - Az
| Sede titolare                                       | Sede                                                     | Regione               | Suffraganea di                               | Titolo                                | Vescovo                         | Note                                                                      |
| --------------------------------------------------- | -------------------------------------------------------- | --------------------- | -------------------------------------------- | ------------------------------------- | ------------------------------- | ------------------------------------------------------------------------- |
| Sede titolare di Anasarta                           | Kinnesrin                                                | Siria                 |                                              | Arcivescovo titolare                  | Vacante                         | vacante dal 2 novembre 1969                                               |
| Sede titolare di Anastasiopoli                      |                                                          | Rodope                | Arcidiocesi di Traianopoli                   | Vescovo titolare                      | Vacante                         | vacante dal 20 dicembre 1970                                              |
| Sede titolare di Anatetarte                         |                                                          | Caria                 | Arcidiocesi di Stauropoli                    | Vescovo titolare                      | Vacante                         |                                                                           |
| Sede titolare di Anazarbo                           | Anazarbe                                                 | Cilicia               |                                              | Arcivescovo titolare                  | Vacante                         | vacante dal 31 luglio 1964                                                |
| Sede titolare di Anbar dei Caldei                   | al-Anbar                                                 |                       |                                              | Vescovo titolare                      | Shlemon Warduni                 |                                                                           |
| Sede titolare di Anchialo                           | Pomorie                                                  | Emimonto              |                                              | Arcivescovo titolare                  | Vacante                         | vacante dal 26 settembre 1965                                             |
| Sede titolare di Ancira                             | Ancira                                                   | Galazia               |                                              | Arcivescovo titolare                  | Vacante                         | vacante dal 24 maggio 1976                                                |
| Sede titolare di Ancira degli Armeni                |                                                          |                       |                                              | Vescovo titolare                      | Vacante                         | vacante dal 9 settembre 2002                                              |
| Sede titolare di Ancira Ferrea                      | Boğazkale                                                | Frigia Pacaziana      | Arcidiocesi di Gerapoli di Frigia            | Vescovo titolare                      | Vacante                         |                                                                           |
| Sede titolare di Ancusa                             |                                                          | Bizacena              |                                              | Vescovo titolare                      | Stephan Turnovszky              |                                                                           |
| Sede titolare di Andeda                             |                                                          | Panfilia              | Arcidiocesi di Perge                         | Vescovo titolare                      | Vacante                         | vacante dal 18 aprile 1997                                                |
| Sede titolare di Andrapa                            | Vezirköprü                                               | Elenoponto            | Arcidiocesi di Amasea                        | Vescovo titolare                      | Vacante                         | vacante dal 9 dicembre 1966                                               |
| Sede titolare di Andropoli                          |                                                          | Egitto                | Arcidiocesi di Alessandria                   | Vescovo titolare                      | Vacante                         | vacante dal 15 febbraio 2022                                              |
| Sede titolare di Anea                               | Anea                                                     | Asia                  | Arcidiocesi di Efeso                         | Vescovo titolare                      | Vacante                         | vacante dal 14 agosto 1984                                                |
| Sede titolare di Anemurio                           | Anamur                                                   | Isauria               | Arcidiocesi di Seleucia                      | Vescovo titolare                      | Vacante                         | vacante dal 18 giugno 1966                                                |
| Sede titolare di Anglona                            | Anglona                                                  | Lucania               | Arcidiocesi di Acerenza                      | Arcivescovo titolare Titolo personale | Giuseppe Pinto                  |                                                                           |
| Sede titolare di Anineta                            |                                                          | Asia                  | Arcidiocesi di Efeso                         | Vescovo titolare                      | Vacante                         | vacante dal 16 febbraio 1973                                              |
| Sede titolare di Antandro                           | Antandro                                                 | Asia                  | Arcidiocesi di Efeso                         | Vescovo titolare                      | Vacante                         | vacante dal 30 dicembre 1966                                              |
| Sede titolare di Antarado                           | Tartus                                                   | Fenicia               | Arcidiocesi di Tiro                          | Vescovo titolare                      | Paul Rouhana                    |                                                                           |
| Sede titolare di Antedone                           |                                                          | Palestina             | Arcidiocesi di Cesarea                       | Vescovo titolare                      | Vacante                         | vacante dal 24 febbraio 1965                                              |
| Sede titolare di Anteopoli                          | Qaw el-Kebir                                             | Tebaide               | Arcidiocesi di Antinoe                       | Vescovo titolare                      | Vacante                         | vacante dal 9 novembre 1978                                               |
| Sede titolare di Antifello                          | Kaş                                                      | Licia                 | Arcidiocesi di Mira                          | Vescovo titolare                      | Vacante                         | vacante dal 28 agosto 1967                                                |
| Sede titolare di Antifre                            | Antifre                                                  | Libia Inferiore       | Arcidiocesi di Darni                         | Vescovo titolare                      | Vacante                         | vacante dal 15 settembre 1965                                             |
| Sede titolare di Antigona                           | Antigona                                                 | Ellesponto            | Arcidiocesi di Cizico                        |                                       |                                 | Storica Soppressa                                                         |
| Sede titolare di Antinoe                            | Antinoe (o Cheikh-Abadeh)                                | Tebaide               |                                              | Arcivescovo titolare                  | Vacante                         | vacante dal 18 dicembre 1999                                              |
| Sede titolare di Antiochia al Meandro               |                                                          | Caria                 | Arcidiocesi di Stauropoli                    | Vescovo titolare                      | Vacante                         | vacante dall'11 marzo 1973                                                |
| Sede titolare di Antiochia di Pisidia               | Antiochia                                                | Pisidia               |                                              | Arcivescovo titolare                  | Vacante                         | vacante dal 24 maggio 1976                                                |
| Sede titolare di Antiochia Minore                   |                                                          | Isauria               | Arcidiocesi di Seleucia                      | Vescovo titolare                      | Vacante                         | vacante dall'11 aprile 1964                                               |
| Sede titolare di Antipatride                        | Antipatride                                              | Palestina             | Arcidiocesi di Cesarea                       | Vescovo titolare                      | Vacante                         | vacante dal 3 aprile 1951                                                 |
| Sede titolare di Antipirgo                          | Tobruch                                                  | Libia Inferiore       | Arcidiocesi di Darni                         | Vescovo titolare                      | Vacante                         | vacante dal 6 marzo 1969                                                  |
| Sede titolare di Anzio                              | Anzio                                                    | Lazio                 |                                              | Vescovo titolare                      | Oscar Eduardo Miñarro           |                                                                           |
| Sede titolare di Apamea Ciboto                      | Dinar                                                    | Pisidia               | Arcidiocesi di Antiochia                     | Vescovo titolare                      | Vacante                         | vacante dal 13 giugno 1975                                                |
| Sede titolare di Apamea di Bitinia                  | Apamea di Bitinia                                        | Bitinia               |                                              | Arcivescovo titolare                  | Vacante                         | vacante dal 12 dicembre 1975                                              |
| Sede titolare di Apamea di Siria                    | Apamea                                                   | Siria                 |                                              | Arcivescovo titolare                  | Vacante                         | vacante dal 28 febbraio 1974                                              |
| Sede titolare di Apamea di Siria dei Greco-Melchiti | Apamea                                                   | Siria                 |                                              | Vescovo titolare                      | Joseph Khawam                   |                                                                           |
| Sede titolare di Apamea di Siria dei Maroniti       | Apamea                                                   | Siria                 |                                              | Vescovo titolare                      | Youhanna Rafic El Warcha        |                                                                           |
| Sede titolare di Apamea di Siria dei Siri           | Apamea                                                   | Siria                 |                                              | Arcivescovo titolare                  | Vacante                         | vacante dall'11 agosto 1982                                               |
| Sede titolare di Aperle                             | Aperle                                                   | Licia                 | Arcidiocesi di Mira                          | Vescovo titolare                      | Vacante                         | vacante dal 12 marzo 1967                                                 |
| Sede titolare di Apisa Maggiore                     | rovine di Tarf-Ech-Chena (Bou Arada)                     | Proconsolare          | Arcidiocesi di Cartagine                     | Vescovo titolare                      | Charles Mahuza Yava             |                                                                           |
| Sede titolare di Apollonia                          | Apollonia                                                | Epiro Nuovo           | Arcidiocesi di Durazzo                       | Arcivescovo titolare Titolo personale | Arnaldo Catalan                 |                                                                           |
| Sede titolare di Apolloniade                        | Apolloniade                                              | Bitinia               | Arcidiocesi di Nicomedia                     | Vescovo titolare                      | Vacante                         | vacante dal 9 febbraio 1968                                               |
| Sede titolare di Apollonia Salbace                  | Medet (distretto di Tavas)                               | Caria                 | Arcidiocesi di Stauropoli                    | Vescovo titolare                      | Vacante                         |                                                                           |
| Sede titolare di Apollonide                         | Apollonide                                               | Lidia                 | Arcidiocesi di Sardi                         | Vescovo titolare                      | Vacante                         | vacante dal 16 aprile 2009                                                |
| Sede titolare di Apollonopoli Maggiore              | Edfu                                                     | Tebaide               | Arcidiocesi di Tolemaide di Tebaide          | Vescovo titolare                      | Vacante                         |                                                                           |
| Sede titolare di Apollonopoli Minore                | Kom Isfaht                                               | Tebaide               | Arcidiocesi di Antinoe                       | Vescovo titolare                      | Vacante                         |                                                                           |
| Sede titolare di Apollomoshieron                    | Apollomoshieron                                          | Lidia                 | Arcidiocesi di Sardi                         | Vescovo titolare                      | Vacante                         |                                                                           |
| Sede titolare di Appia                              |                                                          | Frigia Pacaziana      | Arcidiocesi di Laodicea                      | Vescovo titolare                      | Vacante                         | vacante dal 17 dicembre 1982                                              |
| Sede titolare di Appiaria                           | Rjahovo (comune di Slivo Pole)                           | Mesia Inferiore       | Arcidiocesi di Marcianopoli                  | Vescovo titolare                      | Anthony Gerard Percy            |                                                                           |
| Sede titolare di Apro                               | Arpos                                                    | Europa                |                                              | Arcivescovo titolare                  | Vacante                         | vacante dal 23 aprile 1968                                                |
| Sede titolare di Apt                                | Apt                                                      |                       |                                              | Vescovo titolare                      | Jean-Luc Hudsyn                 |                                                                           |
| Sede titolare di Aptuca                             |                                                          | Proconsolare          | Arcidiocesi di Cartagine                     | Vescovo titolare                      | Reinhard Pappenberger           |                                                                           |
| Sede titolare di Aquileia                           | Aquileia                                                 | Friuli-Venezia Giulia |                                              | Arcivescovo titolare                  | Charles John Brown              |                                                                           |
| Sede titolare di Arabia                             | Wadi Tumilat (nei pressi di Ismailia nel delta del Nilo) | Augustamnica          | Arcidiocesi di Leontopoli di Augustamnica    | Vescovo titolare                      | Vacante                         |                                                                           |
| Sede titolare di Arabisso                           | Arabisso                                                 | Armenia               | Arcidiocesi di Melitene                      | Vescovo titolare                      | Vacante                         | vacante dal 27 aprile 1973                                                |
| Sede titolare di Arad                               | Tell-Arad (nei pressi di Arad)                           | Palestina             | Arcidiocesi di Petra                         | Vescovo titolare                      | Vacante                         | vacante dal 25 aprile 1969                                                |
| Sede titolare di Aradi                              | Henchir-Bou-Arada                                        | Proconsolare          | Arcidiocesi di Cartagine                     | Vescovo titolare                      | Rui Augusto Jardim Gouveia      |                                                                           |
| Sede titolare di Arado                              | Arados                                                   | Fenicia               | Arcidiocesi di Tiro                          | Vescovo titolare                      | Joseph Nafaa                    |                                                                           |
| Sede titolare di Arassa                             | Ören (distretto di Fethiye)                              | Licia                 | Arcidiocesi di Mira                          | Vescovo titolare                      | Vacante                         | vacante dal 13 aprile 1989                                                |
| Sede titolare di Arata                              |                                                          |                       |                                              |                                       |                                 | Storica Soppressa                                                         |
| Sede titolare di Arba                               | Arbe                                                     | Dalmazia Inferiore    | Arcidiocesi di Salona Arcidiocesi di Spalato | Vescovo titolare                      | Luis Alfonso Tut Tun            |                                                                           |
| Sede titolare di Arbano                             | Arbano                                                   | Epiro Nuovo           | Arcidiocesi di Durazzo                       | Vescovo titolare                      | Erminio De Scalzi               |                                                                           |
| Sede titolare di Arcadia                            |                                                          | Creta                 | Arcidiocesi di Gortina                       | Vescovo titolare                      | Vacante                         | vacante dal 17 gennaio 1965                                               |
| Sede titolare di Arcadiopoli di Asia                |                                                          | Asia                  | Arcidiocesi di Efeso                         | Vescovo titolare                      | Vacante                         | vacante dal 20 settembre 1977                                             |
| Sede titolare di Arcadiopoli di Europa              | Lüleburgaz                                               | Europa                |                                              | Arcivescovo titolare                  | Vacante                         | vacante dal 24 ottobre 1968                                               |
| Sede titolare di Arca di Armenia                    |                                                          | Armenia               | Arcidiocesi di Melitene                      | Vescovo titolare                      | Vacante                         | vacante dal 3 dicembre 1987                                               |
| Sede titolare di Arca di Armenia dei Maroniti       |                                                          | Armenia               |                                              |                                       |                                 | Storica Soppressa                                                         |
| Sede titolare di Arca di Fenicia                    | Tell Arqa                                                | Fenicia               | Arcidiocesi di Tiro                          | Vescovo titolare                      | Vacante                         | vacante dal 17 gennaio 1981                                               |
| Sede titolare di Arca di Fenicia dei Maroniti       | Tell Arqa                                                | Fenicia               |                                              | Vescovo titolare                      | Peter Karam                     |                                                                           |
| Sede titolare di Arcavica                           | Cañaveruelas                                             | Spagna                | Arcidiocesi di Toledo                        | Vescovo titolare                      | Andrzej Iwanecki                |                                                                           |
| Sede titolare di Archelaide                         |                                                          | Palestina             | Arcidiocesi di Cesarea                       | Vescovo titolare                      | Vacante                         | vacante dal 9 giugno 1968                                                 |
| Sede titolare di Archis                             |                                                          | Pisidia               |                                              |                                       |                                 | Storica Soppressa                                                         |
| Sede titolare di Ardamerio                          |                                                          | Macedonia             | Arcidiocesi di Tessalonica                   | Vescovo titolare                      | Vacante                         |                                                                           |
| Sede titolare di Árd Carna                          | Ardcarne                                                 | Connaught             | Arcidiocesi di Tuam                          | Vescovo titolare                      | Johannes Bündgens               |                                                                           |
| Sede titolare di Árd Mór                            | Ardmore                                                  | Munster               | Arcidiocesi di Cashel                        | Vescovo titolare                      | Raymond W. Field                |                                                                           |
| Sede titolare di Árd Sratha                         | Ardstraw                                                 | Ulster                | Arcidiocesi di Armagh                        | Arcivescovo titolare Titolo personale | Séamus Patrick Horgan           |                                                                           |
| Sede titolare di Are di Mauritania                  |                                                          | Mauritania Sitifense  |                                              | Vescovo titolare                      | Gabriel Msipu Phiri             |                                                                           |
| Sede titolare di Are di Numidia                     |                                                          | Numidia               |                                              | Vescovo titolare                      | Paul Dahdah                     |                                                                           |
| Sede titolare di Arena                              |                                                          | Mauritania Cesariense |                                              | Vescovo titolare                      | Stephan Lipke                   |                                                                           |
| Sede titolare di Areopoli                           |                                                          | Palestina             | Arcidiocesi di Petra                         | Vescovo titolare                      | Vacante                         | vacante dal 9 maggio 1965                                                 |
| Sede titolare di Aretusa                            | Er-Rastan                                                | Siria                 | Arcidiocesi di Apamea di Siria               | Vescovo titolare                      | Vacante                         | vacante dal 28 febbraio 1962                                              |
| Sede titolare di Aretusa dei Siri                   |                                                          | Siria                 |                                              | Vescovo titolare                      | Flavien Rami Al-Kabalan         |                                                                           |
| Sede titolare di Argo                               | Argo                                                     | Peloponneso           | Arcidiocesi di Corinto                       | Vescovo titolare                      | Vacante                         | vacante dal 2 febbraio 1973                                               |
| Sede titolare di Ariaratia                          |                                                          | Armenia               | Arcidiocesi di Melitene                      | Vescovo titolare                      | Vacante                         |                                                                           |
| Sede titolare di Ariasso                            | Ariasso                                                  | Panfilia              | Arcidiocesi di Perge                         | Vescovo titolare                      | Vacante                         | vacante dal 26 aprile 1968                                                |
| Sede titolare di Aricanda                           |                                                          | Licia                 | Arcidiocesi di Mira                          | Vescovo titolare                      | Vacante                         | vacante dal 15 febbraio 2001                                              |
| Sede titolare di Arindela                           |                                                          | Palestina             | Arcidiocesi di Petra                         | Vescovo titolare                      | John Samuel Bonnici             |                                                                           |
| Sede titolare di Arisitum                           |                                                          | Francia               | Arcidiocesi di Narbona                       | Vescovo titolare                      | Patrick Le Gal                  |                                                                           |
| Sede titolare di Aristio                            | Aristio                                                  | Frigia Pacaziana      | Arcidiocesi di Laodicea                      | Vescovo titolare                      | Vacante                         | vacante dal 1945                                                          |
| Sede titolare di Armentia                           |                                                          | Spagna                |                                              | Vescovo titolare                      | Vacante                         | vacante dall'11 ottobre 2024                                              |
| Sede titolare di Arna                               | Civitella d'Arna                                         | Umbria                | Arcidiocesi di Perugia                       | Vescovo titolare                      | Adam Piotr Bab                  |                                                                           |
| Sede titolare di Arnee                              | Arnee                                                    | Licia                 | Arcidiocesi di Mira                          | Vescovo titolare                      | Vacante                         | vacante dal 13 ottobre 1970                                               |
| Sede titolare di Arpaia                             | Arpaia o Caudium                                         | Beneventano           |                                              | Arcivescovo titolare Titolo personale | George Panikulam                |                                                                           |
| Sede titolare di Arpasa                             |                                                          | Caria                 | Arcidiocesi di Stauropoli                    | Vescovo titolare                      | Vacante                         | vacante dal 6 dicembre 1969                                               |
| Sede titolare di Arpi                               | Argos Hippium                                            | Puglia                |                                              | Vescovo titolare                      | Juan Carlos Asqui Pilco         |                                                                           |
| Sede titolare di Arsacal                            |                                                          | Numidia               |                                              | Vescovo titolare                      | Joseph Lawrence Coffey          |                                                                           |
| Sede titolare di Arsamosata                         | Arsamosata                                               | Mesopotamia           | Arcidiocesi di Amida                         | Vescovo titolare                      | Vacante                         | vacante dall'11 settembre 2021                                            |
| Sede titolare di Arsennaria                         |                                                          | Mauritania Cesariense |                                              | Vescovo titolare                      | Joseph Bùi Công Trác            |                                                                           |
| Sede titolare di Arsinoe di Arcadia                 | Crocodilopoli                                            | Arcadia               | Arcidiocesi di Ossirinco                     | Vescovo titolare                      | Vacante                         | vacante dal 23 maggio 1999                                                |
| Sede titolare di Arsinoe di Cipro                   |                                                          | Cipro                 | Arcidiocesi di Salamina                      | Vescovo titolare                      | Vacante                         | vacante dal 26 giugno 2012                                                |
| Sede titolare di Artvin degli Armeni                | Artvin                                                   |                       |                                              | Vescovo titolare                      | Robert (Krikor) Badichah        |                                                                           |
| Sede titolare di Ascalone                           | Ascalona                                                 | Palestina             | Arcidiocesi di Cesarea                       | Vescovo titolare                      | Vacante                         | vacante dal 21 giugno 1966                                                |
| Sede titolare di Asolo                              | Asolo                                                    | Veneto                | Patriarcato di Venezia                       | Vescovo titolare                      | Juan José Salaverry Villarreal  |                                                                           |
| Sede titolare di Aspendo                            | Aspendo                                                  | Panfilia              | Arcidiocesi di Side                          | Vescovo titolare                      | Vacante                         | vacante dal 13 luglio 1967                                                |
| Sede titolare di Aspona                             | Çeditoyük (o Şedithüyük)                                 | Galazia               | Arcidiocesi di Ancira                        | Vescovo titolare                      | Vacante                         | vacante dal 12 agosto 1978                                                |
| Sede titolare di Assava                             | Hammam Guergour                                          | Mauritania Sitifense  |                                              | Vescovo titolare                      | Piotr Greger                    |                                                                           |
| Sede titolare di Assidona                           | Medina-Sidonia                                           | Spagna                |                                              |                                       |                                 | Storica Soppressa                                                         |
| Sede titolare di Asso                               | Asso                                                     | Asia                  | Arcidiocesi di Efeso                         | Vescovo titolare                      | Vacante                         | vacante dal 9 ottobre 1995                                                |
| Sede titolare di Assume                             | Axum                                                     | Etiopia               | Arcidiocesi di Aduli                         | Vescovo titolare                      | Vacante                         | vacante dal 2 dicembre 1967                                               |
| Sede titolare di Assura                             | Assura                                                   | Proconsolare          | Arcidiocesi di Cartagine                     | Vescovo titolare                      | Jesús Esteban Sádaba Pérez      |                                                                           |
| Sede titolare di Astigi                             | Écija                                                    | Spagna                | Arcidiocesi di Siviglia                      | Vescovo titolare                      | Bruno Varriano                  |                                                                           |
| Sede titolare di Astipalea                          | Stampalia                                                | Rodi                  | Arcidiocesi di Rodi                          | Vescovo titolare                      | Vacante                         | vacante dal 24 aprile 1980                                                |
| Sede titolare di Asuoremista                        |                                                          | Mauritania Sitifense  |                                              | Vescovo titolare                      | Woldetensaé Ghebreghiorghis     |                                                                           |
| Sede titolare di Atella                             | Atella                                                   | Campania              |                                              | Arcivescovo titolare Titolo personale | Luigi Bonazzi                   |                                                                           |
| Sede titolare di Atene                              | Atene                                                    |                       |                                              |                                       |                                 | Storica Soppressa a seguito della restaurazione dell'arcidiocesi di Atene |
| Sede titolare di Atenia                             |                                                          | Pisidia               | Arcidiocesi di Antiochia                     | Vescovo titolare                      | Vacante                         | vacante dal 29 maggio 1989                                                |
| Sede titolare di Ath Truim                          | Trim                                                     | Leinster              | Arcidiocesi di Armagh                        | Vescovo titolare                      | John Joseph O'Hara              |                                                                           |
| Sede titolare di Atira                              | Büyükçekmece                                             | Europa                | Arcidiocesi di Eraclea                       | Vescovo titolare                      | Vacante                         | vacante dal 25 novembre 1964                                              |
| Sede titolare di Atribi                             | Atribi                                                   | Augustamnica          | Arcidiocesi di Leontopoli di Augustamnica    | Vescovo titolare                      | Vacante                         | vacante dal 24 maggio 1968                                                |
| Sede titolare di Attalea di Lidia                   |                                                          | Lidia                 | Arcidiocesi di Sardi                         | Vescovo titolare                      | Vacante                         |                                                                           |
| Sede titolare di Attalea di Pamfilia                | Adalia                                                   | Panfilia              | Arcidiocesi di Perge                         | Vescovo titolare                      | Vacante                         | vacante dal 21 giugno 1966                                                |
| Sede titolare di Attanaso                           | Attanaso                                                 | Frigia Pacaziana      | Arcidiocesi di Laodicea                      | Vescovo titolare                      | Vacante                         | vacante dal 7 luglio 1964                                                 |
| Sede titolare di Attea                              | Attea                                                    | Asia                  | Arcidiocesi di Efeso                         | Vescovo titolare                      | Vacante                         | vacante dal 10 marzo 1967                                                 |
| Sede titolare di Attuda                             |                                                          | Frigia Pacaziana      | Arcidiocesi di Gerapoli di Frigia            | Vescovo titolare                      | Vacante                         | vacante dal 22 giugno 1964                                                |
| Sede titolare di Auca                               | Auca                                                     | Spagna                | Arcidiocesi di Tarragona                     | Vescovo titolare                      | Mieczysław Cisło                |                                                                           |
| Sede titolare di Augile                             |                                                          | Libia Cirenaica       | Arcidiocesi di Darni                         |                                       |                                 | Storica Soppressa                                                         |
| Sede titolare di Auguro                             |                                                          | Numidia               |                                              | Vescovo titolare                      | José Francisco Falcão de Barros |                                                                           |
| Sede titolare di Augusta                            | nei pressi di Toprakkale                                 | Cilicia               | Arcidiocesi di Tarso                         | Vescovo titolare                      | Vacante                         | vacante dal 12 maggio 1979                                                |
| Sede titolare di Augustopoli di Palestina           |                                                          | Palestina             | Arcidiocesi di Petra                         | Vescovo titolare                      | Vacante                         |                                                                           |
| Sede titolare di Augustopoli di Frigia              |                                                          | Frigia Salutare       | Arcidiocesi di Sinnada                       | Vescovo titolare                      | Vacante                         | vacante dall'11 giugno 1968                                               |
| Sede titolare di Aulon                              |                                                          | Grecia                | Arcidiocesi di Atene                         | Vescovo titolare                      | Vacante                         | vacante dal 28 luglio 1998                                                |
| Sede titolare di Aulona                             | Valona                                                   | Epiro Nuovo           | Arcidiocesi di Durazzo                       | Vescovo titolare                      | Zdzisław Stanisław Błaszczyk    |                                                                           |
| Sede titolare di Aureliopoli di Asia                |                                                          | Asia                  | Arcidiocesi di Efeso                         | Vescovo titolare                      | Vacante                         | vacante dal 6 aprile 1968                                                 |
| Sede titolare di Aureliopoli di Lidia               | Salihli                                                  | Lidia                 | Arcidiocesi di Sardi                         | Vescovo titolare                      | Vacante                         | vacante dal 30 dicembre 2004                                              |
| Sede titolare di Auzia                              | Sour El Ghozlane                                         | Mauritania Cesariense |                                              | Vescovo titolare                      | Frank Richard Spencer           |                                                                           |
| Sede titolare di Aurocla                            |                                                          | Frigia Salutare       | Arcidiocesi di Sinnada                       | Vescovo titolare                      | Vacante                         |                                                                           |
| Sede titolare di Aurusuliana                        |                                                          | Bizacena              |                                              | Vescovo titolare                      | Adam Bałabuch                   |                                                                           |
| Sede titolare di Ausafa                             |                                                          | Bizacena              |                                              | Vescovo titolare                      | Warlito Cajandig y Itcuas       |                                                                           |
| Sede titolare di Ausana                             |                                                          | Proconsolare          | Arcidiocesi di Cartagine                     | Vescovo titolare                      | Raúl Pizarro                    |                                                                           |
| Sede titolare di Ausuaga                            |                                                          | Proconsolare          | Arcidiocesi di Cartagine                     | Vescovo titolare                      | Edgardo Sarabia Juanich         |                                                                           |
| Sede titolare di Ausuccura                          |                                                          | Numidia               |                                              | Vescovo titolare                      | Lizardo Estrada Herrera         |                                                                           |
| Sede titolare di Autenti                            |                                                          | Bizacena              |                                              | Vescovo titolare                      | Andrés Amaury Rosario Henriquez |                                                                           |
| Sede titolare di Auzegera                           |                                                          | Bizacena              |                                              | Vescovo titolare                      | Juan Armando Pérez Talamantes   |                                                                           |
| Sede titolare di Avara                              |                                                          | Palestina             | Arcidiocesi di Petra                         |                                       | Vacante                         | Storica Soppressa                                                         |
| Sede titolare di Aveia                              | Aveia                                                    | Abruzzo               | Arcidiocesi dell'Aquila                      | Vescovo titolare                      | Raúl Antonio Chau Quispe        |                                                                           |
| Sede titolare di Avensa                             |                                                          | Proconsolare          | Arcidiocesi di Cartagine                     | Vescovo titolare                      | Kenneth Donald Steiner          |                                                                           |
| Sede titolare di Avioccala                          |                                                          | Proconsolare          | Arcidiocesi di Cartagine                     | Vescovo titolare                      | Lucien Prosper Ernest Fischer   |                                                                           |
| Sede titolare di Avissa                             |                                                          | Proconsolare          | Arcidiocesi di Cartagine                     | Vescovo titolare                      | Piotr Jarecki                   |                                                                           |
| Sede titolare di Avitta Bibba                       |                                                          | Proconsolare          | Arcidiocesi di Cartagine                     | Vescovo titolare                      | Christudas Rajappan             |                                                                           |
| Sede titolare di Azieri                             |                                                          | Asia                  |                                              |                                       |                                 | Storica Soppressa                                                         |
| Sede titolare di Azoto                              | Ashdod                                                   | Palestina             | Arcidiocesi di Cesarea                       | Vescovo titolare                      | Vacante                         | vacante dall'8 gennaio 1951                                               |
| Sede titolare di Azura                              |                                                          | Numidia               |                                              | Vescovo titolare                      | Jorge Humberto Rodríguez-Novelo |                                                                           |